# Iran Fajr International 2025
Die Iran Fajr International 2025 im Badminton fanden vom 28. Januar bis zum 2. Februar 2025 in Semnan statt.

## Sieger und Platzierte
| Disziplin    | Gold                                   | Silber                        | Bronze                                  |
| ------------ | -------------------------------------- | ----------------------------- | --------------------------------------- |
| Herreneinzel | Manraj Singh                           | Tarun Reddy Kattam            | Siddhanth Gupta                         |
| Herreneinzel | Manraj Singh                           | Tarun Reddy Kattam            | Aryamann Tandon                         |
| Dameneinzel  | Neslihan Arın                          | Keisha Fatimah Az Zahra       | Ilishaa Pal                             |
| Dameneinzel  | Neslihan Arın                          | Keisha Fatimah Az Zahra       | Ira Sharma                              |
| Herrendoppel | M. R. Arjun Vishnuvardhan Goud Panjala | Dev Ayyappan Dhiren Ayyappan  | Ade Resky Dwicahyo Azmy Qowimuramadhoni |
| Herrendoppel | M. R. Arjun Vishnuvardhan Goud Panjala | Dev Ayyappan Dhiren Ayyappan  | Ali Hayati Farzin Khanjani              |
| Damendoppel  | Gabriela Stoeva Stefani Stoeva         | Bengisu Erçetin Nazlıcan İnci | Vaishnavi Khadkekar Alisha Khan         |
| Damendoppel  | Gabriela Stoeva Stefani Stoeva         | Bengisu Erçetin Nazlıcan İnci | Priya Konjengbam Shruti Mishra          |
| Mixed        | Ishaan Bhatnagar Srinidhi Narayanan    | Emre Sönmez Yasemen Bektaş    | Evgeni Panev Gabriela Stoeva            |
| Mixed        | Ishaan Bhatnagar Srinidhi Narayanan    | Emre Sönmez Yasemen Bektaş    | Ayush Agarwal Shruti Mishra             |